# Biosfera artificial
Biosferas artificiais ou ecosferas artificiais, são sistemas vivos autoperpetuantes criados pelo enclausuramento de ao menos um ecossistema, e assim como a biosfera terrestre são fechados para trocas materiais e abertos para o fluxo de energia. O desenvolvimento de biosferas artificiais ocorre tanto para fins recreativos quanto para fins de pesquisa científica, tendo esta última objetivos de desenvolver um modelo para experimentação em escala de biosfera ou de desenvolver sistema de suporte de vida para viagens e colonizações espaciais. O estudo destes sistemas é conhecido como bioesferologia, na denominação russa e biosférica, na denominação estadunidense.

## História
As primeiras biosferas artificiais foram ecossistemas em miniatura, construídas no século passado com propósito tanto recreativo quanto de pesquisa científica. Alguns desses sistemas mostraram que é possível a aplicação do conceito de biosfera em pequenas escala, permanecendo viáveis por mais de 50 anos sem interferências externas. Biosferas em miniatura podem ser adquiridas comercialmente, sendo as mais conhecidas as produzidas pela empresa estadunidense Ecosphere Associates Inc.
O maior desenvolvimento da bioesferologia, porém, se deu com o interesse em desenvolver tecnologia e conhecimento para fins de colonização espacial, motivando o desenvolvimento das primeiras biosferas artificiais de grande escala. Esses sistemas de suporte de vida, como ficaram conhecidos, devem ser capazes de realizar todos os ciclos materiais necessários para manutenção de uma tripulação em médio/longo prazo.
O primeiro complexo construído com esse objetivo foi o BIOS-1 (do inglês, Sistema Biológico Fechado de Suporte de Vida - 1), desenvolvido em 1965 como um complexo subterrâneo na cidade de Krasnoyarsk, Rússia, pelo atual Instituto de Biofísica da Academia Russa de Ciências. O complexo consistiu de um espaço habitável de 12 m³ acoplado à um tanque de 18 L colonizado pela alga Chlorella vulgaris, capaz de reciclar até 85% do material necessário para uma pessoa (ar, água e alimento). Este complexo sofreu duas expansões até tomar suas configurações atuais, sendo renomeado para BIOS-2 em 1968 e BIOS-3 em 1972. O BIOS-3 é um complexo de 315 m³ dividido em quatro nichos, sendo três destinados à agricultura e um habitacional, tendo abrigado três missões de isolamento, sendo a mais longa de 6 meses para uma equipe de três pessoas.
Um projeto mais ambicioso foi iniciado em 1987 pela empresa Space Biospheres Ventures em uma área de 1,27 ha (12.700 m²) na cidade de Oracle, Arizona, EUA, o Biosfera 2. O complexo abriga cinco diferentes ecossistemas (oceano com corais, manguezal, floresta tropical, savana e deserto), uma área de 2.500 m² para agricultura e pecuária, além de espaço habitacional e de pesquisa, sendo ainda atualmente o maior ecossistema fechado artificial. O complexo é utilizado em pesquisa ambiental como modelo para a biosfera terrestre e abrigou duas missões de isolamento, sendo a mais longa de 2 anos com uma equipe de oito membros.
Diversas biosferas criadas desde então ainda estão em operação e são listadas na sessão Biosferas artificiais em operação.

## Biosferas artificiais em operação
Nove instalações de larga escala continuam em operação e são utilizadas tanto em pesquisas de sistema de suporte de vida para colonização espacial quanto como modelos para compreender processos ambientais na Terra:
- Sistema Biológico Fechado de Suporte de Vida (Biological Closed Life Support System-3, BIOS-3) – Krasnoyarsk, Rússia;
- Complexo de Teste de Sistemas de Suporte de Vida Bioregenerativos (Bioregenerative Life Support Systems Test Complex, BIO-Plex) – Houston, Texas, EUA;
- Biosfera 2 (Biosphere 2) – Oracle, Arizona, EUA;
- Projeto placa de ensaio (Breadboard Project) – Flórida, EUA;
- Instalações Experimentais de Ecologia Fechada (Closed Ecology Experiment Facilities, CEEF) – Rokkasho, Aomori, Japão;
- Sistemas Biológicos Aquáticos Fechados e Equilibrados (Closed Equilibrated Biological Aquatic System, CEBAS) – Bochum, Renânia do Norte-Vestfália, Alemanha;
- Complexo Experiemntal de Solo (Ground Experimental Complex) – Moscou, Rússia;
- Laboratório Biosfera (Laboratory Biosphere) – Santa Fé, Novo México, EUA;
- Sistema Micro-Ecológico Alternativo de Suporte de Vida (Micro-Ecological Life Support System Alternative, MELiSSA) – Barcelona, Catalunha, Espanha.